# Cantonul Bastia-6
Cantonul Bastia-6 este un canton din arondismentul Bastia, departamentul Haute-Corse, regiunea Corsica, Franța.

## Comune
| Comune  | Populație (1999) | Cod poștal | Cod INSEE |
| ------- | ---------------- | ---------- | --------- |
| Bastia  | 37 884 (1)       | 20200      | 2B033     |
| Furiani | 3 902            | 20600      | 2B120     |